# Tobias Schröder (Biathlet)
Tobias Schröder (* 29. Juni 1989) ist ein deutscher Crosslauf-Sommerbiathlet.
Tobias Schröder startet für den SC 1927 Köthen. Er nahm erstmals in Ufa an den Junioren-Sommerbiathlon-Weltmeisterschaften teil und wurde dort 22. im Sprint und 21. der Verfolgung. 2008 wurde er in Haute-Maurienne sowohl im Sprint wie auch in der Verfolgung Sechster. Diesen Rang erreichte er auch 2009 bei der Junioren-WM in Oberhof in der Verfolgung, nachdem er Neunter im Sprint wurde. Nur wenige Wochen vor der Junioren-WM 2009 wurde Schröder gemeinsam mit Andreas Hoffmann und Christoph Finze bei den Deutschen Meisterschaften im Sommerbiathlon 2009 mit der Staffel Sachsen-Anhalts in den Luftgewehr-Wettkämpfen Deutscher Meister. Bei den Sommerbiathlon-Europameisterschaften 2011 in Martell erreichte Schröder im Sprint den 20. Platz und kam im Verfolgungsrennen auf Rang 21.